# 海老沢神菜
海老沢 神菜（えびさわ かんな、1987年10月2日 - ）は、日本のアイドル、タレント。愛称はえびちゃん。東京都出身。身長158cm、血液型はA型。

## 人物・来歴
- 趣味はダンス、特技は暗記。好きなスポーツは水泳。
- avexオーディション2001フォトジェニック賞。
- アイドルグループ「フルーツポンチ」の元メンバー。
- 『おはスタ』では、木曜おはガールとグループ「おはガールフルーツポンチ」の一員として活躍。（2002年4月 - 2003年3月）
- 芸能人女子フットサルチーム「TEAM dream」の元メンバー。
- 2007年にエイベックス・エンタテインメントからBY THE WAYへ移籍。しかし2012年4月現在、事務所サイトに名前は載っておらず、所属は不明。2008年以降の動向は不詳。

## 出演

### テレビ
- LOVE LOVE大好きっ!（2005年、エンタ!371）

### テレビドラマ
- ミニモニ。でブレーメンの音楽隊（2004年、NHK教育）- 浦島多香子役
- 土曜ワイド劇場 火災調査官・紅蓮次郎（2004年、テレビ朝日）
- 薔薇のない花屋（2008年、フジテレビ）- 白戸美桜の同僚役

### CM
- 中央酪農会議「牛乳に相談だ。」キャンペーン　バスケ篇（2005年）
- ケンタッキーフライドチキン　ラーメンズ小林賢太郎篇 - 女子高生役

### 映画
- 欲望（2004年）
- さくらん（2007年）- つつじ役

### PV
- dream 「Transit -independence-」（2005年）

### DVD
- Dolls Style Act.2 「Kanna」海老沢神菜（2005年7月29日、スタジオ・プラスエー）